# Austrolecanium cappari
Austrolecanium cappari är en insektsart som först beskrevs av Walter Wilson Froggatt 1915.  Austrolecanium cappari ingår i släktet Austrolecanium och familjen skålsköldlöss. Inga underarter finns listade i Catalogue of Life.